# Тяговий орган

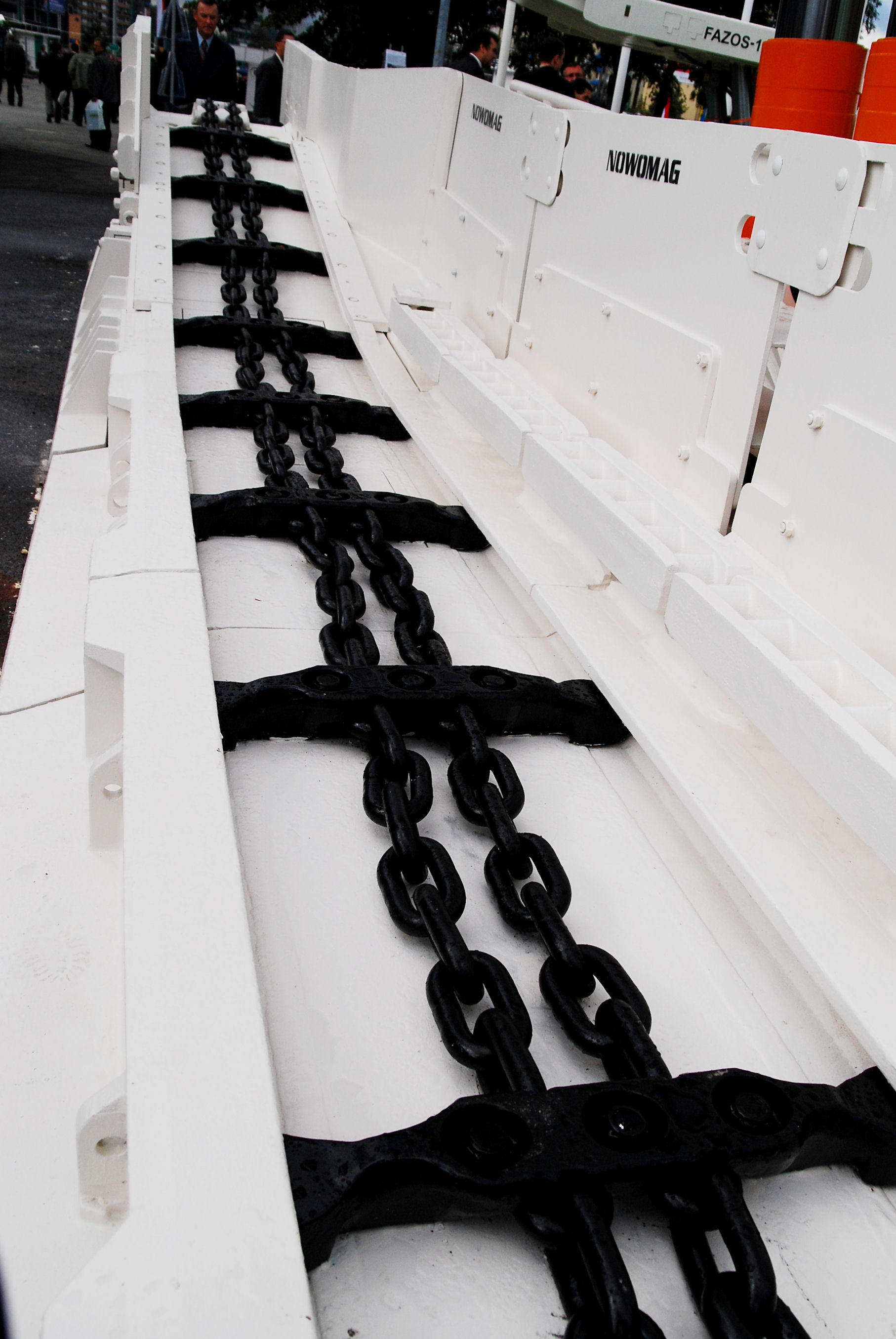
Ланцюговий тяговий орган у скребковому конвеєрі.

Тяговий орган (рос. тяговый орган, англ. tie-rod, нім. Zugmittel n) — елемент конвеєра чи іншої машини для передачі тягового зусилля від привода до місць виникнення опору рухові. Може бути ланцюговим у скребкових, пластинчастих та стрічково-ланцюгових конвеєрах чи канатним у стрічково-канатних конвеєрах.